# ناحية الشيخ مسكين
ناحية الشيخ مسكين إحدى نواحي سوريا تتبع إداريّاً لمحافظة درعا منطقة إزرع ومركزها مدينة الشيخ مسكين، بلغ تعداد سكان الناحية 34,370 نسمة حسب التعداد السكاني لعام 2004.

## بلدات وقرى ناحية الشيخ مسكين
الدلي، الفقيع، نامر ، قرفا ، الشيخ مسكين ، السحيلية.